# Virginie (série télévisée, 1996)
Pour les articles homonymes, voir Virginie.
Virginie est un feuilleton télévisé québécois totalisant 1740 épisodes de 25 minutes créé par Fabienne Larouche et diffusée entre le 16 septembre 1996 et le 16 décembre 2010 à la Télévision de Radio-Canada.

## Synopsis
Le personnage de Virginie qui était au début unique (Virginie Boivin), est devenue avec le temps trois homonymes, faisant ainsi place à Virginie Charest et Virginie Maltais. L'histoire de cette série se situe à l'école Sainte-Jeanne-d'Arc.
Jeune enseignante à l'école secondaire Sainte-Jeanne-d'Arc au Québec, Virginie Boivin (Chantal Fontaine) vit des hauts et des bas dans sa classe d'élèves en difficulté, aussi bien à l'école en général que dans sa vie privée.
Puis une autre Virginie fait son entrée dans le feuilleton. Virginie Charest (Stéphanie Crête-Blais) est une professeure d'éducation physique. Elle vient faire de l'ombre, avec sa jeunesse à Virginie Boivin. Elle apporte avec elle des intrigues impliquant ses parents, sa sœur déficiente, son amoureux militaire et plein de secrets. Arrive à l'école, en même temps que Virginie Charest, Virginie Maltais (Julianne Côté), étudiante avec une mère plus que contrôlante, qui pour sa part s'impliquera dans le conseil étudiant scolaire.
Pour finir 15 ans de la série Virginie, l'auteure Fabienne Larouche a décidé de boucler la boucle par la présentation d'un imposant conventum. Dans cette fin de série, la fermeture de l'école est imminente et Hercule Belhumeur décide de réunir les élèves des 40 dernières années de l'école Ste-Jeanne-D'Arc.

## Distribution
En gras, les personnages toujours présents à la fin de la série.
- Chantal Fontaine : Virginie Boivin (1996-2008 ; 2010)
- Jean L'Italien : Bernard Paré (1996-2002 ; 2005-2010)
- Marie-Joanne Boucher : Claudie Paré (1996-2003 ; 2010)
- Monique Chabot : Cécile Boivin (1996-2008 ; 2010)
- Claude Blanchard : Pierre Boivin (†) (1996-2006)
- Félixe Ross : Hélène Boivin (1996-2000)
- Julie Vincent : Dominique Latreille (1996-2007 ; 2010)
- Anne Dorval : Lucie Chabot (1996-2002)
- Jean-François Pichette : Daniel Charron (1996-2000)
- Roxanne Gaudette-Loiseau : Pénélope Chabot-Charron (1996-2002)
- Michel Daigle : Édouard Lirette (1996-2006 ; 2010)
- Jacques L'Heureux : Julien Constantin (1996-2007 ; 2010)
- Nathalie Gascon : Andrée Lacombe (†) (1996-2004)
- Véronique Bannon : Karine Constantin #1 (1996-2003)
- Lucie Laurier : Karine Constantin #2 (†) (2003-2005)
- Alexandra Laverdière : Julie Constantin (1996-2000)
- Katerine Mousseau : Mireille Langlois (1996-2006 ; 2010)
- Émile Genest : Jules Langlois (†) (1996-1998)
- Patrice Bissonnette : Hugo Lacasse #1 (1996-2002)
- Fabien Dupuis : Hugo Lacasse #2 (2002-2010)
- Maxim Roy : Marie-Claude Roy (†) (1996-1999)
- Pierre Houle : Gerry Côté (1996-1999)
- Patrice Godin : Marc Dubuc (1996-2001)
- Muriel Dutil : Lise Bombardier (1996-2003)
- Robert Gravel : Gilles Bazinet #1 (1996-1997)
- Pierre Curzi : Gilles Bazinet #2 (1997-2002 ; 2010)
- Fanny Lauzier : Véronique Bernier (1996-2000)
- Nathalie Cavezzali : Odile Giroux, psychologue (1996-1998 ; 2010)
- Claudette Delorimier : Henriette Hamel (1996-2003)
- Denis Bernard : Roger Tremblay (†) (1996-2004)
- Frédéric Angers : Guillaume Tremblay (1996-2006 ; 2010)
- Frédéric Pierre : Sylvestre Paul (1996-1999 ; 2010)
- Myriam Houle : Kim Dubé (1996-2001 ; 2010)
- Marie-Josée Normand : Marilyne Potvin (1996-2001 ; 2010)
- Diane Lavallée : Justine Dansereau, infirmière (1997-2002)
- JiCi Lauzon : Pierre Lacaille (1997-2006 ; 2008-2010)
- Catherine Colvey : Me Colleen Johnson (1997-2001)
- Jean Petitclerc : Michel Francœur (1997-2003)
- Béatrice Picard : Alice Gagnon (1997-2006)
- Pierre Legris : Robert Bourdages (1997-2005 ; 2010)
- Francis DePassillé : Étienne (1997-1998)
- Yolande Roy : Grand-mère de Marilyn Potvin (1997-1998)
- Charlotte Boisjoli : Mme Jeannette Paré (1997-1999)
- Catherine Bégin : Pauline Guérin (1997-2001)
- Dominique Lévesque : Henri-Paul Dutrisac (1997-2000)
- Pauline Martin : Suzanne Simoneau (1998-2001 ; 2002-2006)
- Joëlle Morin : Cathy Laurendeau, psychologue (1998-2010)
- Anne-Marie Égré : Raïcha Moussavi (1998-2000)
- Yvan Ponton : Luc Paré (1998-2002)
- Denyse Chartier : Carmen Morin-Paré (1998-2005 ; 2010)
- Bernard Fortin : Marc Dupras (1998-2002)
- Maxim Gaudette : Éric Pouliot (†) (1998-2003 ; 2006)
- Chanel Petit : Béatrice, fille d'Hélène Boivin (1998)
- Laurence Leboeuf : Évelyne Boivin (1998-2002)
- Louis-David Morasse : Simon Laberge (1998-2000)
- Raymond Bouchard : Robert « Bob » Lafrenière (1998-2000)
- Catherine Archambault : Anne-Marie Bélanger (1998-2002)
- Vincent Champoux : Patrice Sigouin (1999)
- Brigitte Paquette : Camille (1999)
- Martin Larocque : Hercule Bellehumeur (1999-2002 ; 2006-2010)
- Pierre Collin : Richard Bellefeuille (1999-2000)
- Tony Conte : Pietro Cuorvo (1999-2006)
- Patrick Labbé : Garry Lamothe (1999-2004)
- Linda Malo : Sophie Lapierre (1999-2000)
- Anne Castonuza : Brigitte Chibois (2000-2003)
- Hélène Loiselle : Renée Gagnon (2000-2003)
- Marie Verdi : Ségolène Bouquet (2000)
- Brigitte Lafleur : Lysanne Bazinet (†) (2000-2001)
- Yann Lafrance : Jim Longhouse #1 (2000)
- Alexis Jolis-Désautels : Jim Longhouse #2 (2001-2003)
- Josée Gagnon : Céline Lemay (2000-2003)
- Éric Bernier : Martin Samson (2000-2004)
- Pascale Desrochers : Louise Pouliot (2000-2010)
- Martin Gendron : Stéphane Pouliot (†) (2000-2002)
- Dominique Leduc : Aimée Bourassa (2001-2002)
- Yvon Leroux : Edmond Lacaille (†) (2001-2002)
- Louison Danis : Denise Pellerin (2001-2002)
- Patricia Nolin : Marie Lalonde (2001-2002)
- Sonia Vachon : Pénélope Belhumeur (2001-2007 ; 2010)
- Julien Poulin : Jean-Louis Beaudry (2001-2005)
- Lenie Scoffié : Donattella Cuorvo (2002-2004)
- Dino Valiotis : Domenico (2002-2005)
- Marie-Josée Longchamps : Germaine Samson (2002-2004)
- Marcel Leboeuf : Michel Rivest (2002-2010)
- Geneviève Laroche : Patricia Gagnon (2002-2004 ; 2010)
- Carl Béchard : Harold Morrissette (2002-2006 ; 2010)
- Stéphane Jacques : Vincent Saint-Arnaud (2002-2007 ; 2010)
- Pascale Bélanger : Josée Mallette (2002-2004)
- Dylane Hétu : Josée Boucher (2002-2004 ; 2010)
- Antoine Bertrand : Patrick Bertrand (2002-2006 ; 2010)
- Jason Roy Léveillée : Steve Ferron (2002-2006)
- Iannicko N'Doua-Légaré : Claude Armand (2002-2004)
- Kim Lambert : Sarah Lambert (2002-2005 ; 2010)
- Cédric Pépin : Sylvain Lajoie (2002-2010)
- Amélie Bonenfant : Gabrielle Dagenais (2002-2004 ; 2010)
- Pierre-Luc Houde : Rémy Cloutier (2002-2003)
- Éric Paulhus : Guy Landry (2002-2006 ; 2010)
- Yifeng Song : Yang Liang (2002-2003)
- Andrée Boucher : Anne Villeneuve (2002-2004)
- Isabelle Brossard : Maude Desnoyers (2002-2005)
- André Ducharme : Alain Gauthier (2002-2006 ; 2010)
- Daniel Thomas : Philippe Gagné (†) (2002-2004)
- Frédérick De Grandpré : Denis « Morceau » Morin-Garceau (2002-2004)
- Louis-José Houde : lui-même (2003)
- Caroline Tanguay : Annie Legault (2003-2006)
- Dom Fiore : Padre Dio (2003-2004)
- Alain Zouvi : René Dagenais (2003)
- Patricia Tulasne : Pascale Landry (2003-2004)
- Daniel Rousse : Roméo Bertrand (2003-2005)
- Luck Mervil : Winston Jean-Marc, chum de Josée Boucher (2003)
- Maka Kotto : Loukoumé (2003-2004 ; 2010)
- Rosie Yale : Lily Péloquin (2003-2005)
- Bianelle Surin : Sandrine Marois (2003)
- Geneviève Bilodeau : Cinthia Boivin-Brassard (2003-2006)
- Stéfane Perreault : Provencher (2004)
- Karyne Lemieux : Julie Provencher (2004)
- Julie Deslauriers : Marie Trudeau (2004-2005 ; 2010)
- Éric Hoziel : Ronald « Toutoune » Laporte (2004-2006 ; 2009-2010)
- Fidelle Boissonneault : Florence Lepage (2004-2005)
- Martin Rouette : Videk Striknër (2004-2006 ; 2010)
- Yves Corbeil : Me Roger Mondor (2004-2005)
- Sophie Faucher : Me Suzanne Lebrun (2004-2006 ; 2009-2010)
- Réjean Lefrançois : Juge Gilles Pringle (2004-2010)
- Danièle Lorain : Sœur Jacynthe Lacroix (2004-2010)
- Isabelle Maréchal : Andréanne Rocheleau (2004-2005)
- Lise Martin : Sœur Rose-Marie Léger (2004-2010)
- Isabelle Delage : Sylvie Lemieux (2004-2006)
- Isabelle Sénécal-Lapointe : Léa-Marie Clément (2004-2006)
- Lily Thibeault : Josianne Despaties (2004-2005)
- Laurence Hamelin : Amélie Neveu-Laporte (†) (2004-2009)
- Agathe Lanctôt : Catherine Deblois (2004-2006)
- Benoît Langlais : Pierre-Paul « Vincent » Laporte (2004-2010)
- Anthony Somos : Mark Fisher (2004-2005)
- Adèle Reinhardt : Normande Legault (2004-2006)
- Dave Richer : Sébastien Rivest (2004-2006)
- Amélie Chérubin-Soulières : Violette Marcel-Jacques (2004-2006)
- Geneviève Néron : Agathe Poirier (2004-2010)
- Dominique Michel : Geneviève Leblanc (2004-2005)
- Nicole Leblanc : Yolande Lacaille (†) (2004-2007)
- Peter Miller : Stéphane Lesieur (2004-2010)
- Louis Lorence Douville : Virgile Constantin (2004-2006)
- Michel Barrette : lui-même (2004)
- Josiane Lamarre : Josianne (2005-2007)
- Sébastien Huberdeau : Charles-Olivier Turbide (2005)
- Yan Potvin : André-Gilles Duguay (2005)
- Marilyne Lachance : Anne-Dominique Cartier (2005-2006)
- Joël Fortin : Tommy St-Gelais (2005)
- Jacquy Bidjeck : Catherine Saint-Jean (2005)
- Louise Bombardier : Renée Lauzon (2005)
- Vincent Bilodeau : Marleau (2005)
- Geneviève Rochette : Maria-Isabella Ortiz (2005-2006)
- Sébastien Dhavernas : Ministre Deblois (2005-2006)
- Martin Drainville : Gérard Fortin (2005-2007)
- Simone-Élise Girard : Linda Léger (2005-2006)
- Jean-François Mercier : Maurice Ladouceur (†) (2005-2010)
- Caroline Marcoux-Gendron : Émilie Castonguay (2005-2007 ; 2010)
- Charles-André Bourassa : Yanick Martel (2005-2006)
- Valérie Blais : Alex Paquin (2005-2006)
- Andrée Cousineau : Danielle Courtemanche (2005)
- Emmanuel Charest : Dr Richard Marcoux (2005-2006)
- Jean-Pierre Chartrand : Émile Bédard (2005-2007)
- Mathieu Lorain Dignard : Nicolas Bastien (2005-2006)
- Amélie Ménard : Jennie-Anne Côté (2005-2006)
- Hubert Proulx : Bobby Rajotte (2005-2010)
- Michel Forget : René Ouellet (†) (2005-2010)
- Louise Deschâtelets : Ghislaine Cormier (2005-2010)
- Hélène Grégoire : Rolande Bertrand (2006)
- Marilyse Bourke : Nathalie (2006)
- Line Lafontaine : Mona (2006)
- Simon Delage : M. Martel (2006)
- Pierre Gendron : Me Charles-Henri Tremblay (2006-2008)
- Karim Traiaia : Marwan Faladi (2006)
- Luc Guérin : Jacques Phaneuf (2006-2010)
- Lawrence Arcouette : Étienne Paquet (2006-2008 ; 2010)
- Normand Lévesque : Bertrand Pouliot (2006-2007)
- Audréane Carrier : Annie Sigouin (2006-2010)
- Ingrid Falaise : Martine Larose (2006-2010)
- Jeremy T. Gaudet : Jean-Luc Groleau (†) (2006-2008)
- Andrée-Anne Duquette : Julia Lambert (2006)
- Varda Étienne : Irénée Claude (2006-2008)
- Dominic Darceuil : Alain Bélair (2006-2007)
- Marie Tifo : Manon Desrochers (2006-2007)
- Geneviève Langlois : Lise « Madame Poupoule » Groleau (2006-2008)
- Carolane Cloutier : Nadya (2007)
- Sylvie Martel : Madame Cousineau (2007-2010)
- Mireille Thibault : Jeannine Tremblay (2007)
- Annick Bergeron : Monique Rivest (2007-2010)
- Annie Dufresne : France Ouellet (2007-2010)
- Valérie Chevalier : Sandra Gignac (2007)
- Samuel Landry : Mathieu Soucy (2007)
- Gilles Pelletier : Roméo Paquette (†) (2007-2008)
- Roxan Bourdelais : Joueur de football (2007)
- Ariel Ifergan : Mohamed Al-Bribas (2007-2010)
- Jean Harvey : Le pédiatre (2007-2008)
- Carmen Sylvestre : Denise (2007-2008)
- Jeff Boudreault : Luc Brassard (2007-2008)
- Stéphanie Crête-Blais : Virginie Charest (2007-2010)
- Fréderique Paré : Claudia Léveillé (2007-2010)
- Naomi Hilaire : Barbara Jean-Baptiste (2007-2009)
- Karianne Lafrance : Annabelle Pearson (2007-2010)
- Maïté Lemelin : Florence Crépeau (2007-2010)
- Vivianne Yao : Jade Forget (2007-2009)
- Danielle Fichaud : Georgette (2007-2008)
- Marc Béland : Jean-Pierre Charest (2007-2009)
- Marie-Ève Beaulieu : Stella Charest (2007-2009)
- Christine Beaulieu : Véronique Gagnon (2007-2010)
- Nathalie Coupal : Jocelyne Caron (2007-2009)
- Maxime Denommée : Frédéric Perreault (†) (2007-2010)
- Sharlène Royer : Isadora (2008)
- Marie-Christine Perreault : Ginette Charest (2008)
- Matt Boylan : David Smith (2008)
- Mélissa Désormeaux-Poulin : L'avocate (2008)
- Pierre-Paul Alain : Rémi (2008)
- Sylvie Boucher : Anne-Marie Crépeau (2008)
- Chantal Lamarre : Diane Fortin (2008-2010)
- Jean Maheux : Georges Léveillé (2008-2009)
- Luc Proulx : André Perreault (2008-2009)
- Monique Spaziani : Josée Perreault (2008)
- Julianne Côté : Virginie Maltais (2008-2010)
- Maxime Desjardins-Tremblay : Francis Lacroix (2008-2010)
- Jean-François Casabonne : Philippe Lacroix (2008-2010)
- Valérie Gagné : Lysanne Parent (2008-2010)
- Pierre Rivard : Denis Maltais (2008-2010)
- Thomas Lalonde : Thomas (2008-2009)
- Pierre Marsolais : Docteur Marsolais (2008-2009)
- Nacime Boulahfa : Mahmoud Al Bribas (2009-2010)
- Laurent-Christophe de Ruelle : Pierre-Luc Robitaille (2009-2010)
- Marc-Olivier Lafrance : Maxime Valois (2009-2010)
- Patrick Huneault : Xavier Ducharme (2009-2010)
- Anne Bryan : Micheline (2009-2010)
- Noémie Yelle : Laurence Labonté (2009-2010)
- Laury Verdieu : Agnès (2009)
- Jean Pascal : lui-même (2009)
- Noah Bernett : David Bensimon (2009)
- Sophie Clément : Bernadette (2009)
- Bernard Vallé : Moulero Laléyé (2009)
- Élyse Aussant : Nathalie Dumont (2009-2010)
- Didier Lucien : Bernard Laléyé (2009-2010)
- Angèle Coutu : Louise Michel (2010)
- Niels Schneider : Cédric Côté-Lemelin (2010)
- François Chénier : Éric Letarte (2010)
- William Monette : Karl Lacaille (2010)
- Manuel Tadros : Vito Cicciolino (2010)
- Yves Trudel : Vieillard (2010)
- Myriam De Verger : Adjoa Amoussou (2010)
- Cédric Noël : Antoine Dupont (2010)
- Gabrielle Fontaine : Kateri (2010)
- Louis-Martin Despa : Martin
- Marie Doyon : Marielle
- Marie-Christine Labelle : Mélanie
- Sébastien Roberts :
- Cleo Tellier : Émilie
- Johanne Marie Tremblay : Ginette Boivin

## Personnages
- Virginie Boivin : Personnage principal, née le 26 octobre 1965, elle est professeur d'éducation physique et de cheminement particulier à l'école secondaire Sainte-Jeanne-d'Arc. Au cours de la série elle a donné naissance a une fille nommé Stéphanie. Virginie essaie toujours de voir le bien dans tout le monde, ce qui lui cause parfois des problèmes. Elle ne fait pas partie des deux dernières saisons car elle est partie vivre au Lac Saint-Jean.
- Stéphane Lesieur : Ex-chum de Virginie Boivin et père de Stéphanie. Stéphane travaille dans la police et enquête sur les agressions sexuelles, mais il s'intéresse de plus en plus à l'école de son amoureuse où il se passe beaucoup de choses douteuses...
- Bernard Paré : Journaliste et mari de Virginie Boivin durant quelques années. Bernard a subi une prise d'otage en Colombie. Il a également été l'amoureux de Martine Larose, professeur d'arts plastiques à l'école Sainte-Jeanne-d'Arc.
- Virginie Charest : Personnage principal. Elle est professeur d'éducation physique à l'école secondaire Sainte-Jeanne-d'Arc. Son amoureux Frédéric, militaire en Afghanistan et ingénieur, va décéder au combat. Virginie a une sœur, Stella, déficiente mentale qui vit avec ses parents à Québec. Plusieurs secrets sur sa famille seront découverts.
- Virginie Maltais  : Élève de Sainte-Jeanne-d'Arc. Elle est une fille brillante, mais qui ressent une aversion contre ses parents.

## Commentaires
- Le 1221e épisode a été diffusé le 16 octobre 2006, battant ainsi le record de longévité pour une série télévisée québécoise.
- Le 1500e épisode fut diffusé le 8 janvier 2009.
- L'auteure Fabienne Larouche et la Télévision de Radio-Canada avaient conclu un accord pour une diffusion prévue jusqu'en 2016. Prévue pour 16 ans (1 920 épisodes de 30 minutes). Le téléroman a été cependant remplacé, sur les ondes de Radio-Canada, en janvier 2011, par 30 vies, un téléroman quotidien, toujours l'œuvre de Fabienne Larouche, et dont les personnages principaux ont été interprétés par Marina Orsini, puis par Guillaume Lemay-Thivierge, Élise Guilbault, Karine Vanasse, Mariloup Wolfe, Benoît Brière, Mélissa Désormeaux-Poulin, Émile Proulx-Cloutier, Denis Bouchard et Julie Perreault.
- Il existe une collection de livre de la série Virginie publiée par Aetios. Les scénarios sont adaptés par Marie-Ève Sévigny. Le tome 1, La Recrue, comprend en littérature les 20 premiers épisodes de Virginie; puis Mes élèves, mes amours est le 2e tome.
- Du 7 septembre 2015 au 11 mai 2021, la série est rediffusée du lundi au vendredi, au rythme de deux épisodes par jour, sur Ici Radio-Canada Télé : saison 1 : 7 septembre 2015, saison 2 : 30 novembre 2015, saison 3 : 24 mars 2016, saison 4 : 20 octobre 2016, saison 5 : 8 février 2017, saison 6 : 25 octobre 2017, saison 7 : 5 février 2018, saison 8 : 11 mai 2018, saison 9 : 26 novembre 2018, saison 10 : 12 mars 2019, saison 11 : 18 septembre 2019, saison 12 : 11 décembre 2019, saison 13 : 18 septembre 2020, saison 14 : 5 janvier 2021, saison 15 : 30 mars 2021.